# Kliusk, Turiisk
Kliusk (în ucraineană Клюськ) este localitatea de reședință a comunei Kliusk din raionul Turiisk, regiunea Volînia, Ucraina.

## Demografie
Componența lingvistică a localității Kliusk
     Ucraineană (99,26%)
     Alte limbi (0,74%)
Conform recensământului din 2001, majoritatea populației localității Kliusk era vorbitoare de ucraineană (99,26%), existând în minoritate și vorbitori de alte limbi.